# Château de Miral
Le château de Miral est un château situé à Bédouès dans le département français de la Lozère.

## Situation

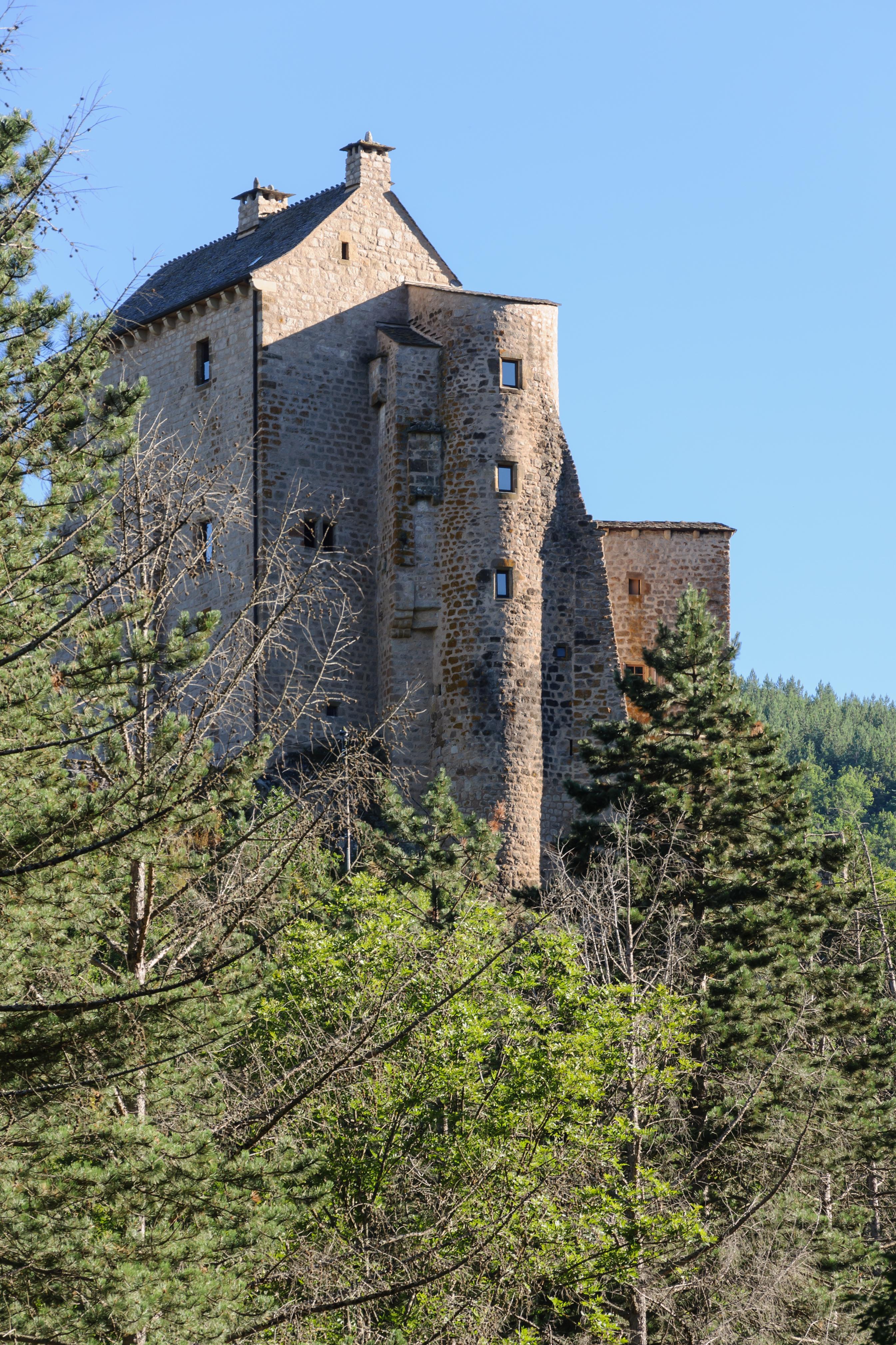
Le château de Miral vu de la D 998.

Le château est situé sur la commune de Bédouès, en Lozère, en plein cœur des Cévennes, dans l'ancienne province du Gévaudan.
Il est visible depuis la route départementale 998, à 10 km environ de Florac sur la route du Pont-de-Montvert. Il domine ainsi le confluent entre la rivière de Rûnes et le Tarn.

## Histoire
Le château semble avoir été établi au XIIIe siècle, mais il prend sa véritable dimension après les XVIe et XVIIe siècles où la famille de Malbosc de Miral l'agrandit successivement.
Lors de la Révolution française la famille qui avait succédé aux Malbosc de Miral est condamnée à mort et le château vendu. Il tombe peu à peu en ruines, jusqu'à une action privée au début des années 1980 pour le remettre en état. C'est ainsi que le château est protégé par inscription aux monuments historiques depuis 1984.

## Sources et références
1. 1 2  « Château du Miral », notice no PA00103790, sur la plateforme ouverte du patrimoine, base Mérimée, ministère français de la Culture